# فاوستو سوتسيني
فاوستو باولو سوتسيني، أو فاوستو سوتسيني (5 ديسمبر 1539 - 4 مارس 1604) كان مفكرًا إنسانيًا ولاهوتيًا من عصر النهضة الإيطالي، وبجانب عمه ليليو سوتسيني، أسس نظام الإيمان المسيحي غير الثالوثي المعروف باسم السوتسينية. طور عقيدته بين الإخوان البولنديين في الكنيسة الإصلاحية البولندية بين القرنين السادس عشر والسابع عشر، وتبنتها كنيسة الوحدوية في ترانسيلفانيا خلال نفس الفترة.
جمع فاوستو سوتسيني معظم كتابات عمه الدينية ليليو من خلال السفر عبر طرقه في أوروبا الحديثة، ونظم معتقداته المناهضة للثالوث في عقيدة لاهوتية متسقة. كان مؤلفه الجدلي «على سلطة الكتاب المقدس» (الذي كتب في ثمانينيات القرن السادس عشر ونشر في إنجلترا عام 1732، تحت عنوان «عرض لحقيقة الدين المسيحي، من لاتينية سوتسيني) مؤثرًا بشكل كبير على المفكرين الريمونسترانت مثل سيمون إبيسكوبيوس، الذي استند إلى حجج سوتسيني في النظر إلى الكتب المقدسة كنصوص تاريخية.

## حياته
ولد سوتسيني في سيينا، عاصمة جمهورية سيينا، في ذلك الوقت تحت حكم الإمبراطورية الرومانية المقدسة. كان الابن الوحيد لأليساندرو سوتسيني وأغنيس بتروتشي، ابنة بورغيزي بتروتشي (المولودة في عام 1490)، وحفيدة باندولفو بتروتشي.
كان والده أليساندرو سوتسيني، الأكبر بين أحد عشر أخًا، وُلد في عام 1509 لكنه توفي في عام 1541، في عامه الثاني والثلاثين. لم يتلق فاوستو تعليمًا منتظمًا، حيث تربى في المنزل مع أخته فيليد، وقضى شبابه في قراءة متفرقة في بورغو سكوبيتو، مقر العائلة الريفي. كان مدينًا لنساء عائلته بالانطباع الأخلاقي القوي الذي ميزه طوال حياته؛ وجاء الحافز الفكري له من عمه تشيلسو سوتسيني، كاثوليكي اسميًا، لكنه كان روحًا قوية، مؤسس الأكاديمية قصيرة الأمد، أكاديميا ديل سيزينتي (1554)، والتي كان الشاب فاوستو عضوًا فيها.
في عام 1556، ترك جد فاوستو، ماريانو سوتسيني الأصغر، في وصيته لفاوستو، كابن وحيد للابن الأكبر، ربع ممتلكات العائلة، مما جعله مستقلًا. في العام التالي، انضم إلى أكاديمية الإنتروناتي، مركز الحياة الفكرية في سيينا. انضم تحت اسم فراستاجلياتو، بينما كان لعمه تشيلسو اسم سوناكيوزو. حوالي هذا الوقت، وصفه القانوني غويدو بانشيرولي كشاب موهوب ذو مواهب رائعة، متأملًا بمستقبل قانوني له؛ لكنه أظهر اهتمامًا ضئيلًا بالقانون، مفضلًا كتابة السونيتات.
في الفترة بين 1558–1559، وقع عليه الشك باللوثرية، مشتركًا مع أعمامه تشيلسو وكاميلو.

### ليونز وجنيف
عند بلوغه سن الرشد (1561)، ذهب إلى ليون، وربما انخرط في الأعمال التجارية؛ وزار إيطاليا مرة أخرى بعد وفاة عمه ليليو سوتسيني؛ وكان في عام 1562 ضمن بيان الكنيسة الإيطالية في جنيف؛ ولا يوجد أثر لأي علاقات مع كالفين. عاد في العام التالي إلى ليون. لم يكن الموقف الإنجيلي راديكاليًا بما يكفي بالنسبة له. في كتابه «شرح مختصر» (ليونز، 1562) لمقدمة إنجيل يوحنا، كان ينسب إلى المسيح بالفعل الألوهية الرسمية، لا الجوهرية – في موقف مناهض للثالوث بالفعل؛ وفي رسالة عام 1563، يرفض خلود الروح لصالح الفناء المسيحي؛ موقف طور لاحقًا في مناظرته مع المفكر الإنساني فرانشيسكو بوتشي.

### فلورنسا
نحو نهاية عام 1563 عاد إلى إيطاليا، متوافقًا مع الكنيسة الكاثوليكية الرومانية، ولمدة اثني عشر عامًا، كما تُظهر رسائله غير المنشورة، كان في خدمة إيزابيلا دي ميديشي، ابنة الدوق الأكبر كوزيمو من توسكانا (وليس، كما يقول سامويل برزيبكوفسكي، في خدمة الدوق الأكبر نفسه). بين عامي 1565 و 1568 كتب مقال «إل فراستاجلياتو إنتروناتو». اعتبر هذه الفترة من حياته ضائعة؛ حتى عام 1567 أولى بعض الاهتمام للواجبات القانونية، وكتب (1570) مؤلفه «دي أوكتورياتي إس. سكربتيوري».
في عام 1571 كان في روما، على الأرجح مع راعيته. غادر إيطاليا في نهاية عام 1575، وبعد وفاة إيزابيلا (التي قيل إن زوجها خنقها في عام 1576)، رفض مبادرات أخيها فرانشيسكو، الذي أصبح الآن الدوق الأكبر، والذي ضغط عليه للعودة. كان فرانشيسكو بلا شك على دراية بالدافع الذي دفع سوتسيني لمغادرة إيطاليا؛ هناك أسباب عديدة للاعتقاد بصحة بيان سامويل برزيبكوفسكي بأن الدوق الأكبر وافق على ضمان دخل ممتلكاته طالما أنه لم ينشر أي شيء باسمه.

### بازل
استقر سوتسيني بعدها في بازل، وأخذ في دراسة الكتاب المقدس بجدية، وبدأ في ترجمة المزامير إلى الشعر الإيطالي، وعلى الرغم من زيادة ضعف سمعه، أصبح مركزًا للمناقشات اللاهوتية. أسفرت مناقشته مع جاك كويه حول عقيدة الخلاص إلى كتابة مؤلف «ليسوع المسيح المخلص» (انتهى في 12 يوليو 1578)، ودفعه نشر هذا العمل إلى ملاحظة جورجيو بياندراتا، طبيب البلاط في بولندا وترانسلفانيا، والمنظم الكنسي لمصلحة الهرطقة.

### ترانسلفانيا
تمتعت ترانسيلفانيا لفترة وجيزة (1559–1571) بحرية دينية كاملة تحت حكم أول أمير وحدوي، جون سيغيسموند. كان الحاكم وقتها، كريستوفر باثوري، يفضل اليسوعيين؛ كان هدف بياندراتا حينها الحد من الاتجاهات اليهودية للأسقف المناهض للثالوث، فرانس دافيد (1510–1579)، الذي كان قد تعاون معه سابقًا. دمرت تهمة خطيرة ضد أخلاق بياندراتا تأثيره مع دافيد. استدعى سوتسيني ليناقش دافيد، الذي كان قد تخلى عن عبادة المسيح. في نظام سوتسيني العقائدي، استُخدمت مصطلحات أرثوذكسية في حد ذاتها بمعنى هرطقي.
في مسألة العبادة، ميز سوتسيني بين «عبادة المسيح»، وهي الطاعة القلبية، والتي تعتبر إلزامية على جميع المسيحيين، و«دعوة المسيح»، وهي الخطاب المباشر للصلاة، والتي كانت ببساطة اختيارية (كان بياندراتا سيجعلها إلزامية)؛ على الرغم من أنه في وجهة نظر سوتسيني، الصلاة، مهما كان الموجه إليه، تلقاها المسيح كوسيط، لنقلها إلى الأب.
في نوفمبر 1578، وصل سوتسيني إلى كولوزسفار من بولندا، وبذل قصارى جهده، خلال زيارة استمرت أربعة أشهر ونصف تحت سقف دافيد، لإقناعه بهذه العقيدة المعدلة للتضرع. كانت النتيجة أن دافيد بذل كل طاقاته في إدانة كل عبادة للمسيح من على المنبر. تبع ذلك محاكمة دافيد المدنية، بتهمة الابتكار. عاد سوتسيني إلى بولندا قبل بدء المحاكمة. لا يمكن اتهامه بالتواطؤ مع أفعال بياندراتا؛ لم يكن طرفًا في سجن دافيد في قلعة ديفا، حيث لقي الرجل العجوز حتفه بائسًا في أقل من ثلاثة أشهر. كان سوتسيني مستعدًا لأن يُمنع دافيد من الوعظ في انتظار قرار المجمع العام؛ وإشاراته إلى القضية تظهر أنه (كما في حالات لاحقة مثل ياكوباس باليولوغوس، وكريستيان فرانكن، ومارتن سيدل)، فإن النفورات اللاهوتية، على الرغم من أنها لم تجعله فظًا، قد جمدت لطفه الطبيعي وعمت إدراكاته للشخصية.
في نهاية المطاف، توافق بياندراتا مع الكنيسة الكاثوليكية؛ لذلك لم يُستخدم التكريم الذي خص به سوتسيني بياندراتا (1584) في تقديمه لكتابه «من طبيعة يسوع المسيح»، ردًا على الكالفيني أندرو وولان، على الرغم من طباعته ضمن أعماله.

### بولندا
قضى سوتسيني الجزء المتبقي من حياته (1579-1604) في بولندا. استبعد في البداية بسبب آرائه حول المعمودية (التي اعتبرها قابلة للتطبيق على المتحولين من الوثنيين فقط) من الكنيسة الصغرى أو الكنيسة المناهضة للثالوث (التي كانت أنابابتية إلى حد كبير)، لكنه اكتسب تدريجيًا تأثيرًا طاغيًا في مجامعها.